# Port Arthur, Tasmanien

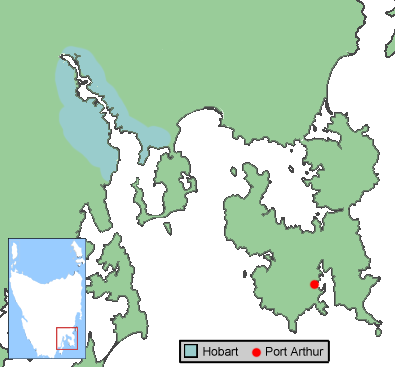
Port Arthurs läge

Port Arthur är en samhälle och före detta fångkoloni i Tasmanien, Australien med cirka 200 invånare.
Port Arthur har fått sitt namn efter George Arthur, som var viceguvernör över Van Diemens land. Samhället grundades runt 1830 som en utskeppningshamn för timmer, men redan 1833 blev den en fångkoloni för de allra tyngsta brottslingarna från Storbritannien, och tjänade som sådan fram till 1850-talet. I Port Arthur fängslades huvudsakligen de straffångar som efter sin ankomst till Australien hade begått nya brott, samt de från andra fångkolonier som ansågs särskilt besvärliga och upproriska.

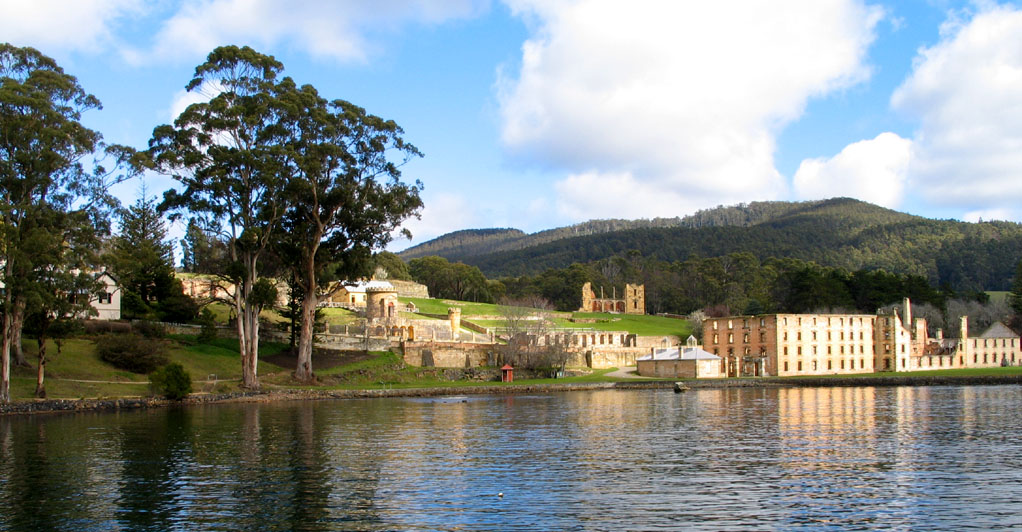
Port Arthur, med den fängelsebyggnad som från 1833 till 1850-talet hyste några av Australiens tyngst belastade brottslingar.

På platsen fanns under 1800-talet ett stort fängelse. Stora delar av fängelsebyggnaden är bevarad och fungerar idag som ett museum.
I fängelset finns bevarat ett av de bästa exemplen på ett panoptikon, en byggnad utformad så att fängelsevakter kunde övervaka fångarna kontinuerligt utan att fångarna visste om någon såg dem eller ej; en tydlig indikation på att fångvården började skifta fokus från kroppslig till psykologisk bestraffning. Uppfattningen att kroppslig bestraffning, som piskning, enbart tjänade till att förhärda brottslingar började spridas. Här användes även det så kallade tysta systemet, under vilket fången försågs med en huva över huvudet och tvangs tiga; vilket ansågs vara för att ge fången tid att reflektera över sina handlingar. Fängelset i Port Arthur ansågs som ett föredöme.
Vid den händelse som kallas massakern i Port Arthur sköt Martin Bryant ihjäl 35 personer i det lilla samhället den 28 april 1996. 